# Доброго ранку (фільм, 1955)
«Доброго ранку» (рос. «Доброе утро») — російський радянський ліричний художній фільм режисера Андрія Фролова. Знятий на кіностудії «Мосфільм» в 1955 році.

## Сюжет
Тиха й соромлива дівчина Катя (Тетяна Конюхова) потрапляє за розподілом на будівництво автомагістралі. Молоді робітники тепло приймають колегу і в усьому їй допомагають. З часом Катя закохується в одного з них — передовика-екскаваторника Васю Плотникова (Юрій Саранцев) — веселого, життєрадісного хлопця, передовика і улюбленця дівчат. Однак Вася пишається своїми трудовими успіхами і не зважає на скромну Катю. Катя переходить на іншу ділянку роботи, де проявляє свій характер і стає передовицею будівництва…

## У ролях
- Тетяна Конюхова — Катя Головань
- Юрій Саранцев — Вася Плотніков
- Ізольда Ізвицька — Маша Комарова
- Лев Дуров — Яша Козирєв
- Володимир Андреєв — Митя Ласточкін
- Ніна Агапова — Ірина Ковальова
- Євген Матвєєв — Судьбінін, начальник будівництва
- Іван Любезнов — Бобильов, заступник начальника будівництва
- Афанасій Бєлов — Ушатов, начальник дільниці
- Михайло Пуговкін — Федір Кузьмич, продавець
- Микола Сморчков — Бобров, заступник Ушатова
- Серафима Холіна — Зарубіна, подруга Каті
- Маргарита Криницина — дівчина на танцювальному вечорі, продавчиня морозива
- Світлана Харитонова — дівчина на танцювальному вечорі, «цариця балу»
- Світлана Дружиніна — дівчина на танцювальному вечорі, Таня (немає в титрах)
- Маргарита Жарова — дівчина на танцювальному вечорі, Зіна (немає в титрах)
- Ганна Заржицька — продавчиня в універмазі

## Цікаві факти
- Будівництво автомагістралі відбувається на Кубані.